# Долина потока Бигар
Долина потока Бигар је један од најпознатијих акумулативних бигрених водопада Србије и као такав представља објекат
хидролошког наслеђа Србије.

## Географски положај
Поток Бигар је лева притока Стањанске реке, која се код Калне спаја са изворишним
крацима Трговишког тимока. Извире на 530 м н.в. под гребеном Пајешког камена (1182 м) и
после само 1200 м тока, слаповима и водопадима се обрушава преко сопствених наслага и
улива у Стањанску реку, на 440 м н.в. У висинској разлици од 90 м, поток је изградио
широку долину и запунио је акумулацијама бигра по чему је и добио име. Укупна
површина под бигром је 14,4ха и то је највећа акумулација бигра у Србији. Поток Бигар је
и даље биготворна речица са најразличитијим облицима савремене акумулације.
У горњем делу долине поток Бигар је формирао плитку долину у сопственим
наносима, која је данас препознатљива по идеално заравњеним терасама, које се у дужини
од преко 400 м пружају са обе стране речног корита. Низводно бигрена акумулација се
завршава одсецима преко којих се поток обрушава низовима каскада и слапова између
којих су бројна језерца.

## Геолошке одлике
Карстни извор „Бигар“ дренира карстну издан развијену у доњокредним кречњацима и формира кратак ток који се улива у повремени ток Бигар. Ток је низводно формирао
бигрене терасе у два нивоа и непосредно пре ушћа у Стањанску реку формирао водопад. На подручју споменика природе присутне су стене палеозојске, највећим делом
мезозојске и кенозојске старости. На карбонатним седиментима доње креде налази се карстни извор Бигар, ток Бигар, као и корито Стањанске реке у коју се улива.
Карбонантне масе су карстификоване и у њима је развијена издан која се празни преко карстног извора Бигар. Воде ове издани растварају матичну кречњачку стену и у
себи носе доста раствореног калцијум-карбоната, који се таложи на водопадима у виду великих наслага бигра.
Бигар је стена настала у кварталу од алувијалних седимената. Наталожен је од извора до водопада. На доњој тераси дебљина местимично прелази 10 m.

## Геоморфолошке одлике
Вода потока Бигар је временом формирала две велике терасе. Горња се налази на самом почетку потока. То је идеално заравњена тераса са обе стране речног корита и у
плиткој долини. Ова тераса се завршава одсеком у чијем се подножју формира језерце заграђено бигреном прегачом, а вода даље отиче преко бројних каскада и слапова, који су повезани језерцима. Доња тераса је неправилно заталасана каналима и рукавцима. Она је много више коришћена од стране човека. Вода је на више места скретана и усмеравана на воденице или на њиве (вештачке ваде) копањем канала. На доњем току поток се интеnзивно усеца у сопствену акумулацију формирајући 10-15м дубоку клисуру, на чијем се крају преко одсека од 16 m обрушава у долину Стањанске реке. Водопад на одсеку доње терасе је сложена геоморфолошко-хидролошка појава.

## Хидролошке одлике
Поток Бигар је лева притока Стањанске реке у коју се улива код пута Кална – Пирот. Укупна дужина сталног тока је 1330 m, а најкраће растојање између врела и ушћа у Стањанску реку је 1220 m, па је коефицијент развијености речног тока 1,0898. Укупан пад речног тока је 110 m, а просечан 82,71м/км.
Узводно од врела уочљив је горњи део некадашње долине потока Бигар. Са долином сталног тока он чини јединствену целину. Тај узводни део је дуг 2300 m и њиме вода само повремено тече. Он почиње од места који се зове Николина вртача, са висине од 770 m. Примарни максимум водостаја јавља се у марту. Већ од маја, водостај почиње
равномерно да опада, да би минимум постигао у септембру, а низак је током читаве летње сезоне.

## Климатске одлике

### Температура ваздуха
Клима споменика природе је приказана на основу података са станице Књажевац и Пирот за период 1961—2000. година. Средња годишња температура ваздуха је око 10,2˚С
Најхладнији је јануар са температуром ваздуха од -1,2˚С, а најтоплији месец је јули са средњом месечном температуром ваздуха од 20,6˚С. Годишња амплитуда температуре у Књажевцу је 21,7˚С . Због пораста надморске висине, од Књажевца долином Трговишког Тимока, амплитуда опада.

### Падавине
Средње годишње количине падавина се крећу од 632-680 mm. Бележе се два максимума (један крајем пролећа, односно почетком лета и други крајем јесени, односно почетком зиме) и два минимума падавина (један крајем лета, односно почетком јесени и други у неком од зимских периода).

## Предеоне одлике
Споменик природе Долина потока Бигар се налази у планинском венцу, на ободу Старе планине. Њен пејзаж је брдско-планинских одлика. Благо заталасана долина у којој се смењују ливаде и шумарци, окружена је шумовитим странама околних узвишења. Састоји се из две велике акумулације на горњој и доњој тераси.
На горњој тераси налази се идеално заравњена чистина изнад које се налази манастир Св. Онуфрија Великог. Горња тераса се завршава одсецима преко којих се поток обрушава безбројним каскадама, слаповима и водопадима између којих су бројна језерца. У средњем и доњем делу тока, са обе стране долине, приметни су бројни канали и
јазови који су наводили воду на низиве воденица. Воденице су данас напуштене, обрасле вегетацијом и препуштене пропадању. И на крају, доња тераса се завршава водопадом, који је најмаркантнији део подручја.
Он се састоји из два крака, од којих је десни, водом богатији, издељен на две степенице-слапа приближно исте висине. Леви крак се састоји из више танких млазева.
Територија овог подручја представља специфичан предео са карактеристичним природним вредностима (водопад, каскаде, слапови и сл.) и такође, са издвојеним
створеним вредностима (манастир, воденице).

## Одрживи развој
У циљу одрживог развоја локалне заједнице управљач ће:
- подржавати активности локалног становништва и корисника које су у корист очувања природних и културних вредности споменика природе;
- промовисати локалне производе и услуге кроз своје активности;
- успоставити сарадњу са локалним заједницама на заједничким пројектима с циљем обнове традиционалних вредности (храна, обичаји...) за стварање препознатљивог идентитета локалних производа;
- континуирано, кроз едукативан рад и информисање, повећавати свест корисника простора, локалне заједнице као и шире јавности о добробитима и користима заштите и одрживог кориштења заштићеног подручја.

Туристичку понуду заштићеног подручја треба уклопити у понуду коју нуди Парк природе „Стара планина“ који се налази у непосредној близини.
- Транзитни туризам је најизгледнији облик туристичке понуде, с обзиром да се заштићено подручје налази на путу Пирот – Књажевац.
- Излетнички туризам је већ успостављен, с тим што је потребно уредити простор за боравак излетника, а у циљу заштите природних и створених вредности (ложишта за роштиљ, клупе, корпе за отпатке).
- Екотуризам треба да допринесе како развијању свести о заштити природне средине не само туриста већ и локалне заједнице. Екотуризам се базира на вођењу и пратњи мањих група људи у природу у циљу едукације. Еко-туре могу бити: образовне туре, планинарске и слично.
- Верски туризам представља потенцијални сегмент туризма овог подручја, с обзиром да је у заштићеном подручју једини манастир у Србији који је посвећен Светом Онуфрију.
- Сеоски туризам и активирање појединачних сеоских домаћинстава је могуће, али уз веће напоре с обзиром на демографску слику околине. За оживљавање сеоског туризма неопходна је едукација чланова домаћинства, финансијска подршка, комунална уређеност, техничка и санитарна опремљеност домаћинстава.[4]

## Додатне вредности
Додатну вредност еколошки очуваном простору долине потока Бигар даје и манастир Св. Онуфрија Великог, једини манастир у Србији који је посвећен овом свецу.
Манастир се налази на самој ивици горње терасе. Од некадашњег комплекса, за које се претпоставља да се простирало од врела до ушћа у Стањанску реку, данас су обновљени манастирска црква, звонара и конак. Храм је активан као парохијска црква. Низводно, на око 500 m од манастира, на чистини, налази се усамњено стабло дивље
крушке које представља запис, што потврђује вредност овог подручја за околно становништво.
Од извора потока Бигар до ушћа у Стањанску реку , у непосредној близини цркве, крајем 19. века подигнуто је 13 воденица. Оне су од 1930. године користиле околном
становништву из белопаланачког краја. У близини заштићеног подручја је сеоско насеље Стањинац, које има типичну демографску слику планинских насеља Србије. У њему је 2002. године живело 95 становника чија је просечна старост 65,6 година. Природни услови у долини потока Бигар представљају погодан простор за развој пољоприврених активности. То су углавном пчеларство и земљорадња на традиционалан начин са употребом минималне количине пестицида.
Имајући у виду интензитет људских активности, екстезиван начин одвијања пољопривреде, мали број становника, релативно мали број посета, удаљеност од већих
насеља, може се рећи да у основи не постоји значајан негативан утицај на животну средину овог подручја, те се стање основних чинилаца животне средине (вода, ваздух и земљиште) у споменику природе и ближој околини може окарактерисати као веома добро.

## Дугорочни циљеви заштите СП „Долина потока Бигар“
1. Очување природних и створених вредности подручја;
2. Очување и побољшање стања природних чиниоца животне средине;
3. Функционисање споменика природе у области рекреације, туризма и образовања и уређење простора ради обезбеђења подршке наведеним функцијама;
4. Стална интердисциплинарна научна истраживања у споменику природе;
5. Препознатљивост природних вредности споменика природе и ван региона;
6. Економски бенефит локалног становништва од радова на унапређењу и очувању.[6]